# Самуель Єжи Каліновський
Самуель Єжи Калиновський (пол. Samuel Jerzy Kalinowski; пом. перед 1658) — державний, політичний і військовий діяч Речі Посполитої. Представник шляхетського роду Калиновських гербу Калинова.

## Життєпис
Син гетьмана польного коронного Марціна Калиновського та його дружини — Гелени з князів Корецьких.
1643 р. отримав від батька староства Брацлавське, Літинське, Любецьке, 1646 p. Гусятинське, невдовзі Чернігівське. К. Несецький називав його старостою лоївським. 1646 p. пов'язав себе політично з канцлером Єжи Оссолінським через весілля з його наймолодшою донькою Уршулею Бригідою, яке відбулося в палаці Оссолінських у Варшаві 20 травня. На весіллі був король Владислав IV Ваза з королевою та королевичем Сигізмундом Казімежем. Весілля було місцем перемовин щодо війни з Туреччиною, яку готував король. У планованій війні у 1647 р. Є. Оссолінський хотів використовувати зв'язки зятя з козаками. Як і батько, передусім був вояком. 1648 р. брав участь:
- у битві під Корсунем як обозний військовий, після неї надав родинні коштовності для викупу полонених.
- у битві під Пилявцями (вересень).

Восени виставив гусарську корогву у 120 коней, козацьку корогву у 150 коней, які розділили його долю у 1652 р.
1648 р. з Чернігівським воєводством підписав вибір королем Яна II Казимира. Невідомо, чи перебував в обложеному Збаражі 1649 р., К. Несецький вказував на його перебування тоді в Кам'янці-Подільському з Пйотром Потоцьким.
1649 р. став великим коронним обозним. Помираючий тесть Єжи Оссолінський передав йому Стенжицьке староство в січні 1650 р., але король віддав його іншому. 7 травня 1650 р., після смерті тестя, разом з дружиною отримав староство Бродницьке разом з Лідзбарком, що викликало ґвалтовний протест прусської шляхти (погрожували зірвати сейм), бо С. Є. Калиновський не мав титулу шляхтича-індигена. Король дав обіцянку владнати справу до наступного сейму. Під час пам'ятного сейму справа викликала обурення, бо король не дотримав слова. Тільки після смерті вдова відступила староство хелмінському воєводі Яну Косу 18 жовтня 1653 р.
У березні 1651 р. з власною коругвою піхоти під командуванням батька воював проти козаків під Шаргородом, Чернівцями, Мурафою, Стіною (пол. Ściana), Ямполем. 18 березня 1651 p. вирушив під Кальник для отримання розвідданих; взяв кілька полонених, але частину його загону козаки в Липівці розбили. У травні 1651 p. під час переправи через Серет біля Копичинців мав сутичку з татарами і козаками. Брав участь у Берестецькій битві.
Помер перед 1658 роком. Згідно висновків Миколи Крикуна, залишився живим після битви під Батогом. Згідно з поширеною версією, загинув у битві під Батогом від татарина разом з батьком. Згідно іншої — потрапив у полон та був страчений того ж дня з кількома тисячами інших поляків за наказом гетьмана Б. Хмельницького. Вдова довго вважала, що він потрапив у полон й був живий; поспішаючи з викупом до Гусятина, ледве сама не потрапила до татар.
Був власником Любеча, Гусятина, Лоєва, Конотопа, Лисянки.
Діти:
- Єжи, Юзеф — померли молодими без нащадків
- Марцін Адам — староста лоївський і ґнєвкувський.